# Erik Moberg
Erik Moberg (født 5. juli 1986) er en svensk fodboldspiller, der spiller Jönköpings Södra IF. Han har tidligere spillet for Viborg FF.

## Karriere
Mobergs oprindelige klub var BK Zeros. Han spillede herefter for Motala AIF. I 2008 skiftede han til Åtvidabergs FF, for hvem han spillede 59 kampe i Fotbollsallsvenskan og 66 kampe i Superettan.
I november 2013 skrev Moberg under på en treårig kontrakt med Örebro SK.
Den 31. januar 2017 blev det offentliggjort, at Erik Moberg havde skrevet under på en kontrakt med Viborg FF gældende frem til sommeren 2018.
Den 11. januar 2018 ophævede Viborg FF kontrakten med Moberg. Skuffende præstationer kombineret med ønsket om at vende hjem til Sverige, gjorde at parterne blev enige om at ophæve kontrakten et halvt år før tid.
Den 15. januar 2018 blev han præsenteret som ny spiller i Jönköpings Södra IF i hjemlandet.

## Titler
Åtvidabergs FF
- Superettan: 2011